# فيروس أكاتينغو
فيروس أكاتينغو (بالإنجليزية: Acatinga virus)‏ هو نوع فيروسي ضمن جنس الفيروس الوقبي.